# 웨스턴 시드니 공항
웨스턴 시드니 국제공항(낸시-버드 월튼) 공항(영어: Western Sydney International (Nancy-Bird Walton) Airport)은 오스트레일리아 서부 뱃저리스 크릭에 계획 중인 국제공항으로, 시드니에서 서쪽으로 약 56km 정도 떨어진 곳에 위치한다. 시드니 공항에서 거리를 두면 약 41km 정도 떨어진 곳에 위치해 있다. 오스트레일리아 연방 정부의 공항 입지 선정 문제로 지연이 되었다가 2014년에 현재의 입지로 선정되었다. 2016년 착공해 2025년 개항을 목표로 하고 있으며 2035년 기준으로 일자리가 35,000개가 늘어날 것으로 추산된다.

## 사진

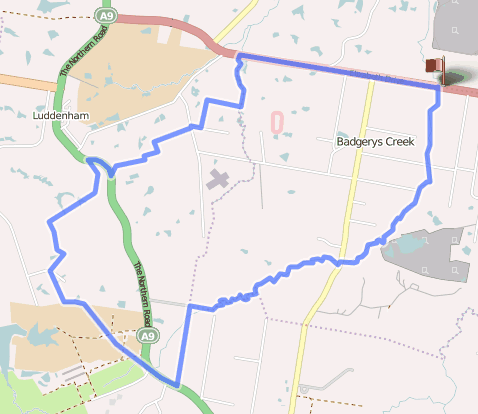
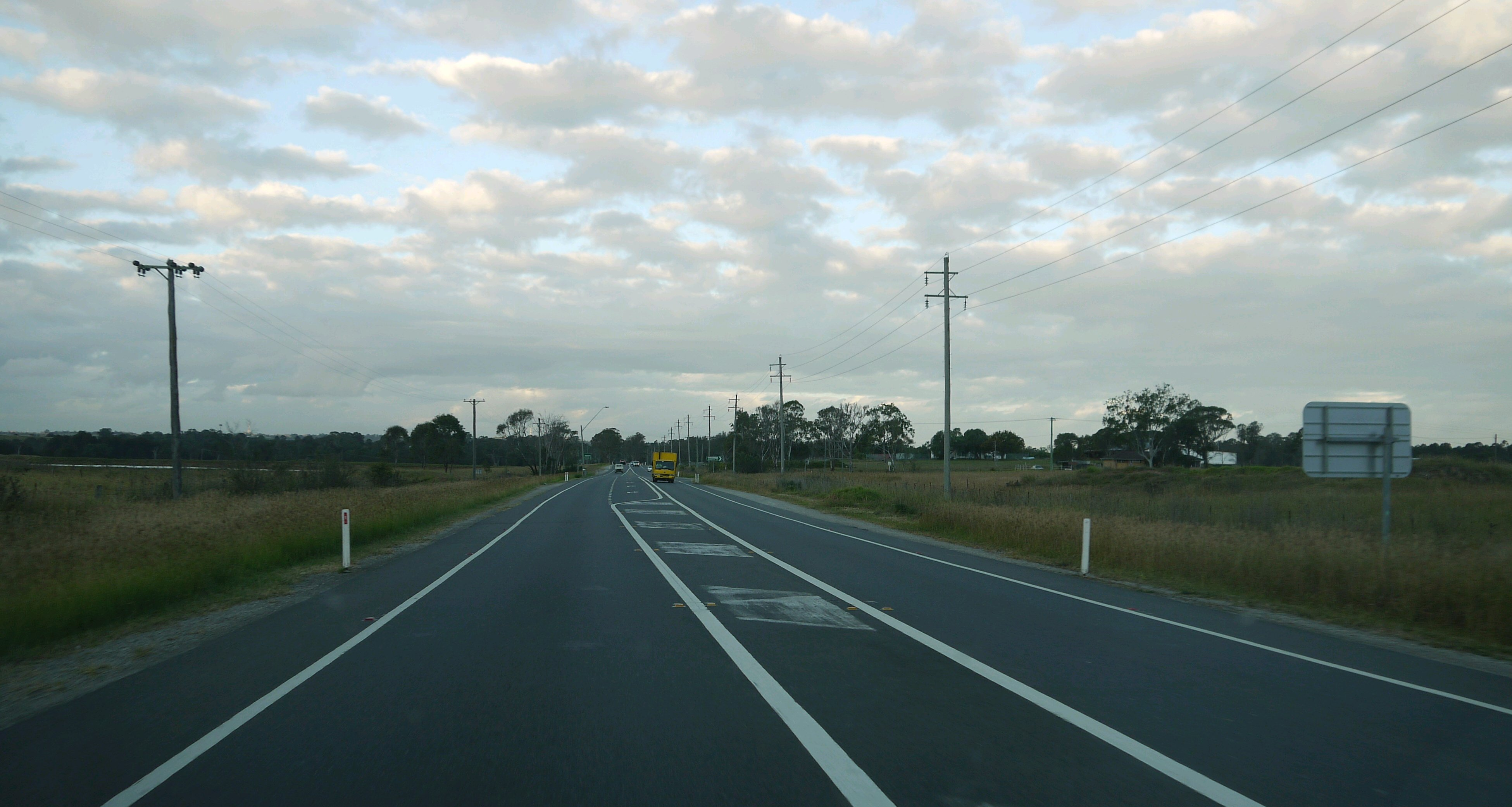
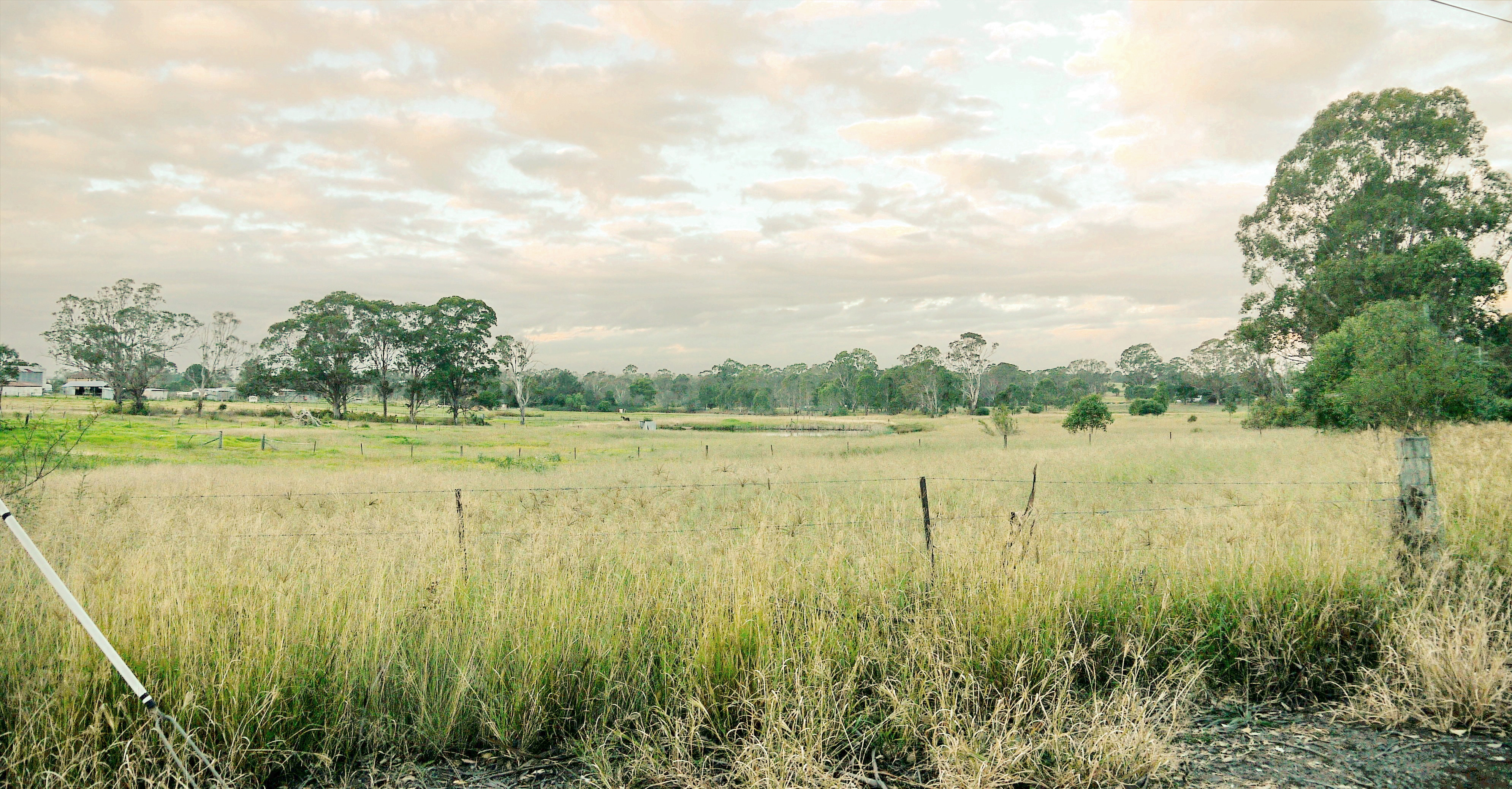
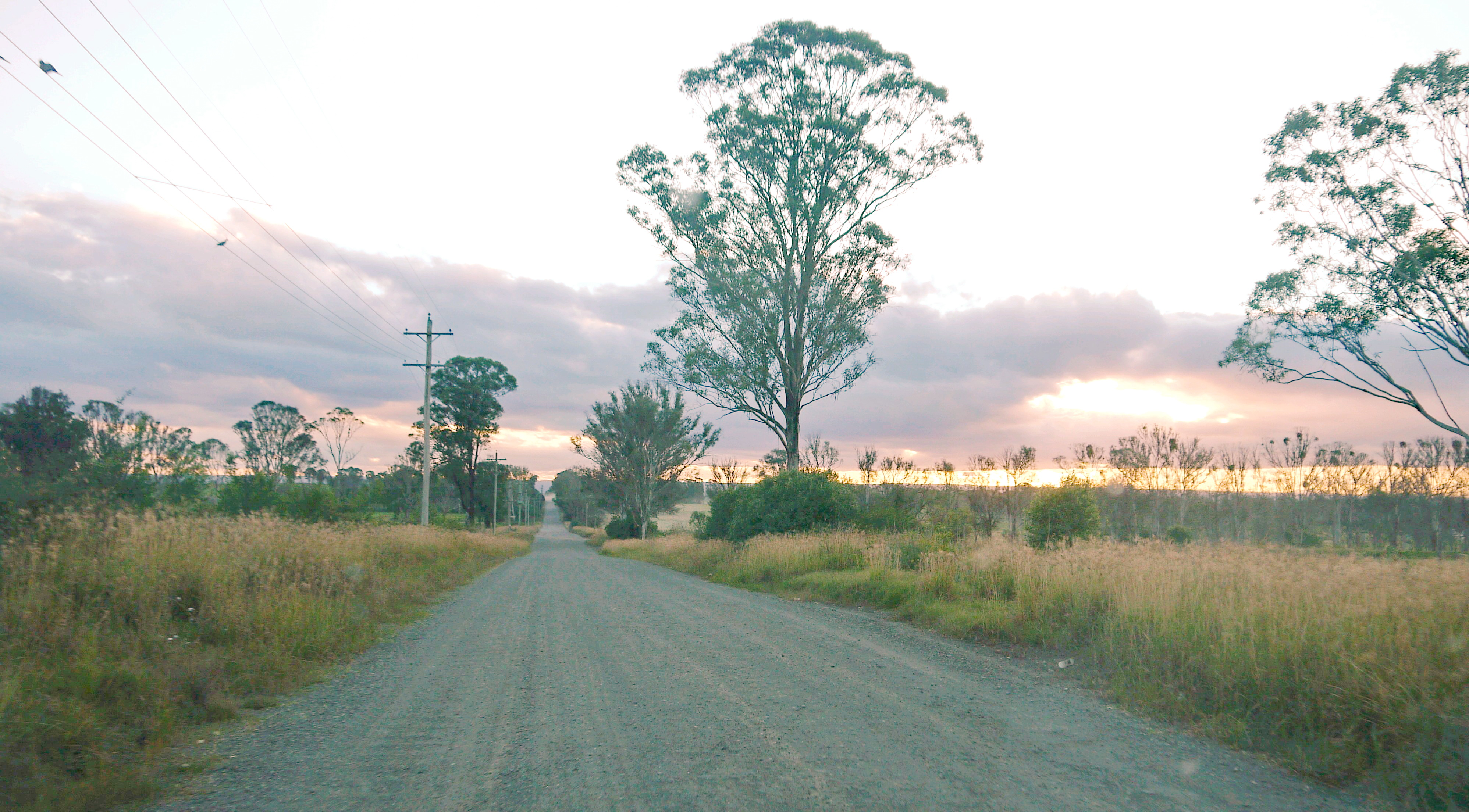
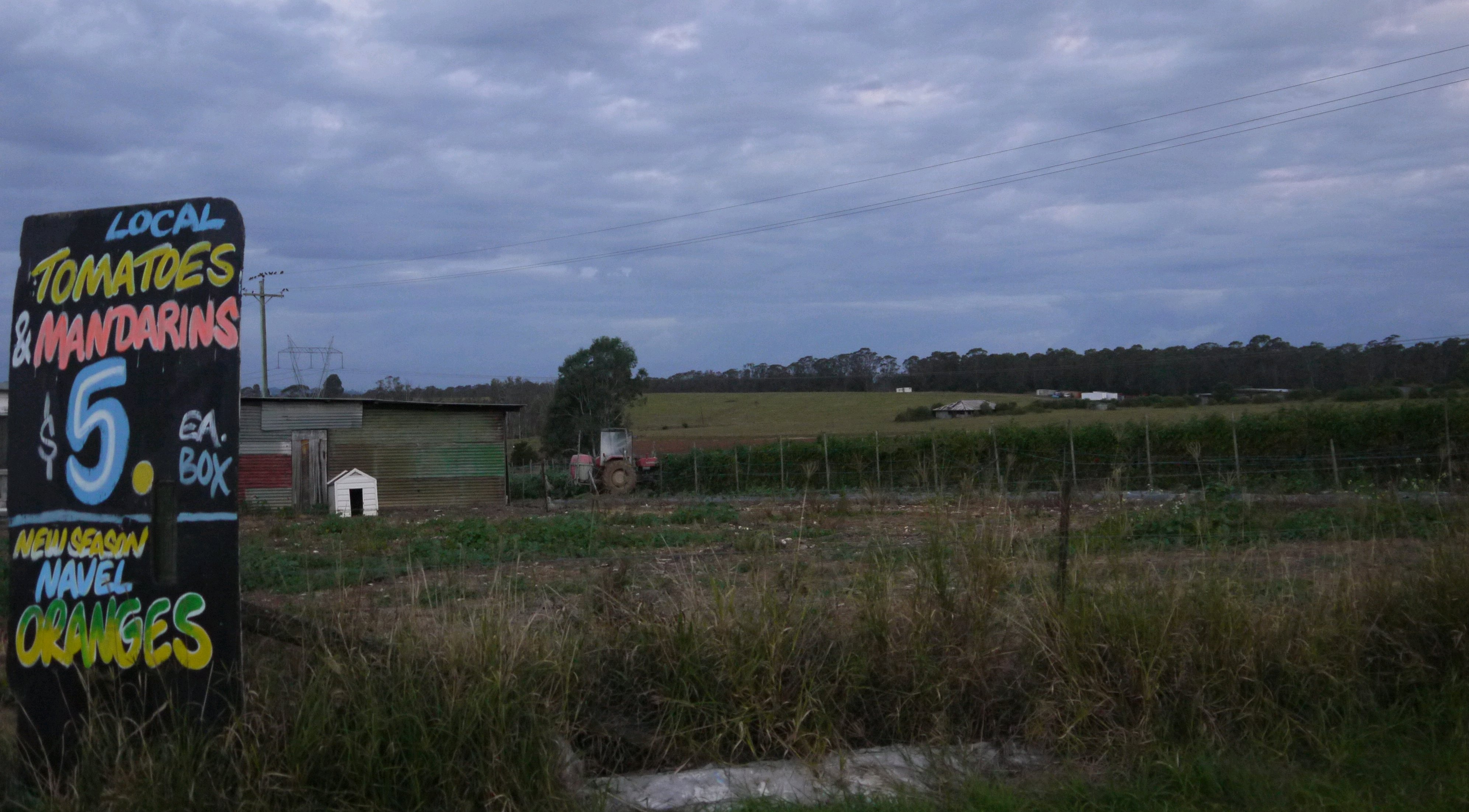